# National Rugby League 1918
La New South Wales Rugby Football League de 1918 fue la decimoprimera temporada del torneo de rugby league más importante de Australia.

## Formato
Los clubes se enfrentaron en una fase regular de todos con todos en condición de local y de visitante, el equipo mejor ubicado al terminar la fase regular se corona campeón del torneo.
Se otorgaron 2 puntos por el triunfo, 1 por el empate y ninguno por la derrota.

## Desarrollo

### Tabla de posiciones
| Pos. | Equipo                  | Encuentros | Encuentros | Encuentros | Encuentros | Tantos | Tantos | Tantos | Puntos |
| Pos. | Equipo                  | PJ         | PG         | PE         | PP         | F      | C      | Dif    | Puntos |
| ---- | ----------------------- | ---------- | ---------- | ---------- | ---------- | ------ | ------ | ------ | ------ |
| 1    | South Sydney            | 14         | 12         | 0          | 2          | 257    | 121    | +136   | 24     |
| 2    | Western Suburbs Magpies | 14         | 11         | 0          | 3          | 182    | 102    | +80    | 22     |
| 3    | Glebe                   | 14         | 9          | 0          | 5          | 212    | 128    | +84    | 18     |
| 4    | Balmain                 | 14         | 8          | 1          | 5          | 215    | 148    | +67    | 17     |
| 5    | Eastern Suburbs         | 14         | 8          | 0          | 6          | 160    | 153    | +7     | 16     |
| 6    | North Sydney Bears      | 14         | 3          | 2          | 9          | 131    | 202    | -71    | 8      |
| 7    | Newtown Jets            | 14         | 2          | 3          | 9          | 115    | 175    | -60    | 7      |
| 8    | Annandale               | 14         | 0          | 0          | 14         | 73     | 316    | -243   | 0      |

|  | Campeón. |

| Bandera de Australia |
| Campeón South Sydney |
| Cuarto título        |